# Mr. Bean: Největší filmová katastrofa
Mr. Bean: Největší filmová katastrofa (v originále Bean) je filmová komedie z roku 1997 od režiséra Mela Smitha. Film měl v Česku premiéru 23. října 1997.

## Děj
Mr. Bean pracuje v Britské národní galerii jako hlídač, kde ho nikdo nemá rád. Ředitel Beana pošle do Ameriky vydávaje ho za nejlepšího znalce obrazů, aby se ho zbavil. Zde má Bean odhalit slavnou Whistlerovu matku. Již v letadle se ztrapní, neboť si tam hraje s letadýlkem a pak dělá, že zvrací. V Americe se seznámí s kurátorem, který ho u sebe ubytuje. Jeho rodina ho ale taky nemá příliš v lásce. Když jde druhý den do nové práce, omylem obraz zničí dva dny před odhalením. Bean tak musí vymyslet jak uvést obraz zpět do pořádku a získat si oblibu v kurátorově rodině.

## Obsazení
| Rowan Atkinson | Mr. Bean        |
| Peter MacNicol | David Langley   |
| Pamela Reed    | Alison          |
| Harris Yulin   | George Grierson |
| Burt Reynolds  | gen. Newton     |

## Dabing
| Slavomír Králík  | Mr. Bean            |
| Jiří Prager      | David Langley       |
| Dagmar Čárová    | Alison              |
| Vladimír Brabec  | George Grierson     |
| Bohuslav Kalva   | gen. Newton         |
| Zdeněk Podhůrský | Elmer               |
| Jiří Kvasnička   | detektiv Butler     |
| Jiří Zavřel      | poručík Brutus      |
| Jiří Kvasnička   | Walter              |
| Bohuslav Kalva   | předseda            |
| Lucie Svobodová  | Bernice Schimmelová |
| Petr Oliva       | Lord Walton         |
| Tereza Chudobová | Jennifer Langleyová |
| Jiří Krejčí      | Kevin Langley       |
| Elena Petrovická | Delilah (SK dabing) |
| Jiří Bakalář     | titulky             |

Další hlasy: Bohdan Tůma, Tomáš Černohradský & Zuzana Schulzová

### Uskutečnění
Překlad: Lenka Pospíchalová
Dialogy: Alena Navrátilová
Zvuk: Tomáš Beanohradský
Režie českého znění: Antonín Navrátil
Vyrobila: pro Bonton Home Video Tvůrčí skupina Josefa Petráska, Studio Budíkov 1998